# Melitaea hoffmanni
Melitaea hoffmanni är en fjärilsart som beskrevs av Skala 1908. Melitaea hoffmanni ingår i släktet Melitaea och familjen praktfjärilar. Inga underarter finns listade i Catalogue of Life.